# Liparis imerinensis
Liparis imerinensis är en orkidéart som beskrevs av Rudolf Schlechter. Liparis imerinensis ingår i släktet gulyxnen, och familjen orkidéer. Inga underarter finns listade i Catalogue of Life.